# Petites Sœurs des personnes âgées abandonnées
Les Petites Sœurs des personnes âgées abandonnées (en latin : Congregatio Parvarum Sororum Senium Derelictorum) forment une congrégation religieuse féminine hospitalière de droit pontifical.

## Histoire
La congrégation est fondée à Barbastro le 27 janvier 1873 par le père Saturnin López Novoa (1830-1905) et Thérèse Jornet e Ibars (1843-1887) dans le but de prendre soin des personnes âgées. La maison est transférée à Valence quelques mois plus tard.
L'institut reçoit le décret de louange du pape Pie IX le 14 juin 1876 ; il est définitivement approuvé par Léon XIII le 24 août 1887 et ses constitutions religieuses sont reconnues le 21 août 1897.
Le 21 février 1968, avec l'approbation de la Congrégation pour les religieux et les instituts séculiers, les augustines récollettes de saint Joachim fondées à Madrid par Ignacia López de Alcázar s'unissent aux petites sœurs.
Deux religieuses de cette congrégation, Josefa Ruano García (es) (1854-1936) et Dolores Puig Bonany (es) (1857-1936), martyres lors de la guerre d'Espagne, sont béatifiées par Jean Paul II le 11 mars 2001.

## Activité et diffusion
Les sœurs se dédient aux soins des personnes âgées.
Elles sont présentes en :
- Europe : Espagne, Allemagne, Italie, Portugal[6].
- Amérique du Nord et centrale : Mexique, Guatemala, Salvador[7].
- Amérique du Sud : Argentine, Bolivie, Brésil, Chili, Colombie, Équateur, Paraguay, Pérou, Venezuela[7].
- Grandes Antilles : Cuba, République dominicaine, Puerto Rico[7].
- Afrique : Mozambique[8].
- Asie : Philippines[9].
- Océanie : Papouasie-Nouvelle-Guinée[10].

La maison généralice est à Valence.
En 2017, la congrégation comptait 2106 religieuses dans 204 maisons.